# جام کنفدراسیون والیبال زنان آسیا
جام کنفدراسیون والیبال زنان آسیا (Asian Women's Volleyball Cup) که به عنوان جام AVC برای زنان و یا جام والیبال زنان آسیا نیز شناخته می‌شود، یک رقابت بین‌المللی والیبال در آسیا و اقیانوسیه است که توسط تیم‌های ملی برتر زنان بزرگسال از اعضای کنفدراسیون والیبال آسیا (AVC)، نهاد حاکم بر قاره ورزش، به رقابت می‌پردازند. این مسابقات از سال 2008 هر دو سال یک بار برگزار می شود. قهرمان فعلی ژاپن است که اولین عنوان خود را در مسابقات ۲۰۲۲ به دست آورد.
در ۷ دوره جام ملت‌های آسیا تنها سه تیم ملی قهرمان شده است. چین پنج بار پیروز شده است. دیگر قهرمانان جام ملت های آسیا ژاپن و تایلند هستند که هر کدام یک عنوان قهرمانی دارند.
مسابقات سال ۲۰۲۲ در پاسیگ فیلیپین برگزار شد.
طبق گفته رئیس کمیته کنترل AVC و مدیر فنی دکتر هان جو ائوم، در آگوست ۲۰۲۲، از سال آینده، مسابقات دوسالانه کنونی به صورت سالانه برگزار می شود و این مسابقات به عنوان مسابقات مقدماتی جام چلنجر FIVB خواهد بود.
این رویداد را نباید با دیگر رقابت‌های قاره‌ای معتبرتر تیم‌های ملی والیبال آسیا، مسابقات قهرمانی والیبال آسیا و جام چالش والیبال آسیا اشتباه گرفت.

## خلاصه نتایج
| سال  | میزبان         |                            | نهایی                      | نهایی                      | نهایی                      |                            | رده‌بندی                    | رده‌بندی                    | رده‌بندی                    |                            | تیم ها                     |                            |
| سال  | میزبان         | قهرمانان                   | نمره                       | نایب قهرمان                | مقام سوم                   | نمره                       | مقام 4                     |                            |                            |                            | تیم ها                     |                            |
| ---- | -------------- | -------------------------- | -------------------------- | -------------------------- | -------------------------- | -------------------------- | -------------------------- | -------------------------- | -------------------------- | -------------------------- | -------------------------- | -------------------------- |
| ۲۰۰۸ | ناخون راچاسیما | · چین                      | 3-0                        | · کرهٔ جنوبی                | · تایلند                   | 3-2                        | · ژاپن                     | ۸                          |                            |                            |                            |                            |
| ۲۰۱۰ | تایکانگ        | · چین                      | 3-0                        | · تایلند                   | · کرهٔ جنوبی                | 3-0                        | · ژاپن                     | ۸                          |                            |                            |                            |                            |
| ۲۰۱۲ | آلماتی         | · تایلند                   | 3-1                        | · چین                      | · قزاقستان                 | 3-0                        | · ویتنام                   | ۸                          |                            |                            |                            |                            |
| ۲۰۱۴ | شنژن           | · چین                      | 3-0                        | · کرهٔ جنوبی                | · قزاقستان                 | 3-2                        | · ژاپن                     | ۸                          |                            |                            |                            |                            |
| ۲۰۱۶ | استان وین فوک  | · چین                      | 3-0                        | · قزاقستان                 | · تایلند                   | 3-0                        | · ژاپن                     | ۸                          |                            |                            |                            |                            |
| ۲۰۱۸ | ناخون راچاسیما | · چین                      | 3-0                        | · ژاپن                     | · تایلند                   | 3-0                        | · تایوان                   | ۱۰                         |                            |                            |                            |                            |
| ۲۰۲۰ | تایپه          | به دلیل شیوع کویید لغو شد. | به دلیل شیوع کویید لغو شد. | به دلیل شیوع کویید لغو شد. | به دلیل شیوع کویید لغو شد. | به دلیل شیوع کویید لغو شد. | به دلیل شیوع کویید لغو شد. | به دلیل شیوع کویید لغو شد. | به دلیل شیوع کویید لغو شد. | به دلیل شیوع کویید لغو شد. | به دلیل شیوع کویید لغو شد. | به دلیل شیوع کویید لغو شد. |
| ۲۰۲۲ | پاسیگ          | · ژاپن                     | 3-1                        | · چین                      |                            | · تایلند                   | 3-0                        | · ویتنام                   |                            | ۹                          |                            |                            |

### جدول مدال‌ها
| رتبه  | کشورها    | طلا | نقره | برنز | مجموع |
| ۱     | چین       | ۵   | ۲    | ۰    | ۷     |
| ۲     | تایلند    | ۱   | ۱    | ۴    | ۶     |
| ۳     | ژاپن      | ۱   | ۱    | ۰    | ۲     |
| ۴     | کرهٔ جنوبی | ۰   | ۲    | ۱    | ۳     |
| ۵     | قزاقستان  | ۰   | ۱    | ۲    | ۳     |
| مجموع | مجموع     | ۷   | ۷    | ۷    | ۲۱    |

آپدیت شده تا پایان مسابقات ۲۰۲۲

### قهرمانان بر اساس منطقه
| فدراسیون (منطقه)         | قهرمان(ها)        | عدد     |
| ------------------------ | ----------------- | ------- |
| EAZVA (آسیای شرقی)       | چین (5)، ژاپن (1) | ۶ عنوان |
| SEAZVA (آسیای جنوب شرقی) | تایلند (1)        | ۱ عنوان |

## میزبان ها
لیست میزبان ها بر اساس تعداد جام های میزبانی شده.
| زمان میزبانی شده است | ملل      | سال ها)    |
| -------------------- | -------- | ---------- |
| ۲                    | چین      | 2010، 2014 |
| ۲                    | تایلند   | 2008، 2018 |
| ۱                    | قزاقستان | 2012       |
| ۱                    | فیلیپین  | 2022       |
| ۱                    | ویتنام   | 2016       |

## کشورهای شرکت کننده
رتبه کشور های شرکت کننده در هر مسابقه را میتوان در جدول زیر دید.
| تیم       | ۲۰۰۸ | ۲۰۱۰ | ۲۰۱۲ | ۲۰۱۴ | ۲۰۱۶ | ۲۰۱۸ | ۲۰۲۰ | جمع |
| استرالیا  | ۷    | •    | •    | •    | •    | ۷    | ۸    | ۳   |
| چین       | ۱    | ۱    | ۲    | ۱    | ۱    | ۱    | ۲    | ۷   |
| تایوان    | ۶    | ۶    | ۷    | ۶    | ۵    | ۴    | ۵    | ۷   |
| ایران     | •    | ۸    | ۸    | ۷    | ۶    | ۸    | ۷    | ۶   |
| ژاپن      | ۴    | ۴    | ۵    | ۴    | ۴    | ۲    | ۱    | ۷   |
| قزاقستان  | •    | ۵    | ۳    | ۳    | ۲    | ۱۰   | •    | ۵   |
| مالزی     | ۸    | •    | •    | •    | •    | •    | •    | ۱   |
| فیلیپین   | •    | •    | •    | •    | •    | ۹    | ۶    | ۲   |
| کرهٔ جنوبی | ۲    | ۳    | ۶    | ۲    | ۸    | ۶    | ۹    | ۷   |
| تایلند    | ۳    | ۲    | ۱    | ۵    | ۳    | ۳    | ۳    | ۷   |
| ویتنام    | ۵    | ۷    | ۴    | ۸    | ۷    | ۵    | ۴    | ۷   |

### باارزشترین بازیکن
| سال  | برنده جایزه باارزشترین بازیکن |
| ---- | ----------------------------- |
| ۲۰۰۸ | وی کویو                       |
| ۲۰۱۰ | وانگ ییمی                     |
| ۲۰۱۲ | اونوما سیتیراک                |
| ۲۰۱۴ | یان نی                        |
| ۲۰۱۶ | لی جینگ                       |
| ۲۰۱۸ | لیو یانهان                    |
| ۲۰۲۲ | شیبا میکا                     |

## لینک های خارجی
- سایت رسمی کنفدراسیون والیبال آسیا
- نتایج مسابقه AVC